# Dominio (álgebra)
En Álgebra la palabra dominio presenta una seria dificultad. Por un lado designa originalmente a aquellos anillos conmutativos y unitarios en los que el elemento neutro para la suma, y el elemento neutro para el producto no coinciden (esto es, {\displaystyle 1\neq 0}, es decir, cualquier anillo conmutativo y unitario que no sea el 0).
Los dominios más interesantes eran, originalmente, los dominios de integridad, aquellos dominios que carecen de divisores de cero. Se conocían anillos no unitarios que carecían de divisores de cero (como el anillo {\displaystyle 2\mathbb {Z} }), pero no se les daba el nombre de dominios de integridad. El problema vino cuando Mal'cev descubre un tipo de anillo unitario no conmutativo que no está isomorficamente incluido en un anillo de división de manera que cumpla la misma propiedad que el cuerpo de racionales de un dominio íntegro, y pasa a denominarse dominio de Mal'cev. Aparece ahora un tipo de anillo que no es conmutativo y que tiene la denominación de dominio.
En cualquier caso, al menos en el ámbito del Álgebra, la palabra dominio (a secas, sin añadiduras) sigue denominando a un anillo conmutativo unitario en el que {\displaystyle 0\neq 1}.
- Datos: Q2851442